# Número figurado
Números figurados são números que podem ser representados por um conjunto de pontos equidistantes, formando uma figura geométrica. Quando esse arranjo forma um polígono regular, temos um número poligonal, como por exemplo os números triangulares, quadrados e hexagonais.

10 é um número triangular
16 é um número quadrado
22 é um número pentagonal
28 é um número hexagonal

Os números poligonais centrados representam polígonos regulares em torno de um ponto central.

19 é um número triangular centrado
25 é um número quadrado centrado
31 é um número pentagonal centrado
37 é um número hexagonal centrado

Números figurados eram estudados pelos pitagóricos, que pretendiam, pela análise das figuras formadas, descobrir a natureza íntima dos números. Atualmente, são usados como ferramenta didática, para ajudar os alunos a melhor visualizar as operações aritméticas e algébricas.